# Nicolaus Erici Emporagrius
Nicolaus Erici Emporagrius, född ca.1567 i Torsåkers socken, Gästrikland, Gävleborgs län,  död 6 januari 1642 i Långtora socken, Upplands län, var en svensk riksdagsman och kontraktsprost i Långtora pastorat.

## Biografi

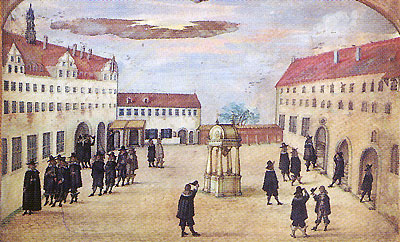
Wittenbergs universitet 1600-tal.

Nicolaus Emporagrius var son till kyrkoherde och riksdagsman Ericus Svenonius Emporagrius av prästsläkten Emporagrius. Han var elev på Gävle skola på 1580-talet där han senare var kollega i fem år. Emporagrius var magister på en avhandling om hörsel och lukt vid Greifswalds universitet 1597 och studerade vid Wittenbergs universitet 1600. Emporagrius fick fullmakt på Långtora pastorat 1604, ett ämbete som han innehade fram till sin död 1642. Nicolaus Emporagrius var riksdagsman vid Riksdagen 1610 som hölls i Örebro. Han efterträddes som kyrkoherde i Långtora socken av sonen Ericus Nicolai Emporagrius.

## Barn
- Ericus Nicolai Emporagrius (1604–1672), kontraktsprost i Långtora,
- Christina Nilsdotter Emporagria (~1619–1710), gift med prost Michaël Erici Kolmodin.
- Israel Nicolai Emporagrius (död 1657), kyrkoherde i Sigtuna.
- Nils Nilsson Emporagrius (1607–1681), rådman i Stockholm.

### Fotnoter
1. ↑  http://www.vasaakademi.se/Vasa_Akademi/1500-talet.html
2. ↑  Samlaren: Tidskrift utgifven af Svenska litteratursällskapets arbetsutskott, vol. 20-25, 1899